# Litchfield (Illinois)
Litchfield is een plaats (city) in de Amerikaanse staat Illinois, en valt bestuurlijk gezien onder Montgomery County.

## Demografie
Bij de volkstelling in 2000 werd het aantal inwoners vastgesteld op 6815. In 2006 is het aantal inwoners door het United States Census Bureau geschat op 6793, een daling van 22 (-0,3%).

## Geografie
Volgens het United States Census Bureau beslaat de plaats een oppervlakte van 13,2 km², geheel bestaande uit land.

## Plaatsen in de nabije omgeving
De onderstaande figuur toont nabijgelegen plaatsen in een straal van 16 km rond Litchfield.